# Kensuke Shimizu
Kensuke Shimizu –en japonés: 清水賢亮, Shimizu Kensuke– (7 de julio de 1999) es un deportista japonés que compite en lucha grecorromana. Ganó una medalla de bronce en el Campeonato Mundial de Lucha de 2021, en la categoría de 63 kg.

## Palmarés internacional
| Campeonato Mundial | Campeonato Mundial | Campeonato Mundial | Campeonato Mundial |
| Año                | Lugar              | Medalla            | Categoría          |
| ------------------ | ------------------ | ------------------ | ------------------ |
| 2021               | Oslo (Noruega)     | Medalla de bronce  | 63 kg              |